# Lidija Gnjidić
Lidija Gnjidić (rođ. Abrlić) je bivša hrvatska košarkašica, članica hrvatske košarkaške reprezentacije.

## Karijera
Osvojila je zlato na Mediteranskim igrama 1997. godine.
Zaigrala je na završnom turniru EP u košarci za žene 1999. godine.